# Іванова Анна Сергіївна
Анна Сергіївна Іванова (нар. 26 липня 1999) — українська футболістка, центральна захисниця хорватського жіночого клубу «Осієк».

## Клубна кар'єра
Футболом захопилася з дитинства, спочатку грала в дворі з хлопцями. За порадою шкільного вчителя фізкультури відправилася на перегляд до жіночої футбольної команди. У 13-річному віці переїхала до Миколаєва, де уклала договір з місцевим клубом «Торпедочка-Автомобіліст». У футболці миколаївського клубу дебютувала 31 серпня 2014 року в переможному (4:2) виїзному поєдинку Першої ліги України проти одеського «Чорноморочки». Анна вийшла на поле в стартовому складі та відіграла увесь матч. У команді виступала до завершення сезону 2017/18 років. Влітку 2019 року перейшла до «Дніпра-1». У футболці дніпровського клубу дебютувала 24 серпня 2019 року в переможному (1:0) виїзному поєдинку Першої ліги України проти ХОВУФКС. Іванова вийшла на поле в стартовому складі та відіграла увесь матч. У сезоні 2018/19 років зіграла 4 матчі в Першій лізі та 1 поєдинок у кубку України.
Напередодні старту сезону 2020/21 років повернулася в «Ніку». У 2020 році поверталася з рідного села до Миколаєва й потрапила в ДТП, внаслідок якого отримала перелом великої гомілкової кістки. Перенесла операцію, під час якої до кістки довелося вставити металевий стержень, через що постало питання про можливість займатися футболом. Місяць пролежала в лікарні, після чого понад півроку проходила відновлення. У футболці миколаївського клубу дебютувала 30 жовтня 2020 року в програному (3:6) домашньому поєдинку 8-го туру Вищої ліги України проти львівських «Ладомира». Анна вийшла на поле в стартовому складі, а на 46-й хвилині її замінила Ксенія Ніколаєва. Загалом зіграла 8 матчів у Вищій лізі та 1 поєдинок у кубку України.
У середині липня 2021 року стала однією з перших гравчинь новоствореного ЖФК «Кривбас». У футболці криворізького клубу дебютувала 31 липня 2021 року в нічийному (1:1) виїзному поєдинку 1-го туру Вищої ліги України проти «Восхода» (Стара Маячка). Іванова вийшла на поле в стартовому складі та відіграла увесь матч. Першими голами за «Кривбас» відзначилася 15 серпня 2021 року на 58-й та 90+5-й хвилинах переможного (6:0) виїзного поєдинку 3-го туру Вищої ліги України проти київського «Атекса». Анна вийшла на поле в стартовому складі та відіграла увесь матч.
На початку 2025 року хорватська команда «Осієк» оголосила про підписання двох українських гравчинь Карини Чувилки та Анни Іванової.

## Кар'єра в збірній
У 2013 році провела 4 поєдинки у футболці дівочої збірної України (WU-15).